# Литовка (бухта)
Литовка (до 1972 года — Таудеми, Таодеми) — бухта, восточная часть вершины залива Восток залива Петра Великого Японского моря, у северо-западного берега полуострова Трудный. Расположена на территории Партизанского района Приморского края.
Вдаётся в берег между северо-восточным входным мысом бухты Восток на северо-западе и мысом Елизарова на юго-востоке. В вершине бухты — протока, впадает река Литовка. Северная часть берега до устья реки Литовки низкий с песчаным пляжем. К югу от устья реки Литовки берег возвышенный с узким пляжем из мелкого камня. У мыса Елизарова у берега находится долина. Грунт бухты на расстоянии до 320 м от берега представлен в основном песком, который постепенно сменяется заиленным песком и, далее, илом. От возвышенного берега бухты до глубины 2 м прибрежная полоса занята валунами с галькой, с глубины от 2 до 5 м — участками песка и далее начинается заиленный песок. Бухта целиком входит в акваторию морского заказника краевого значения «Залив Восток», территория береговой полосы бухты шириной 500 метров от уреза воды составляет охранную зону заказника.
До 1972 года носила китайские названия Таодеми, Таудеми, образованные из двух компонентов — «тао» от слова «да» — большой и тунгусо-маньчжурского гидронима «деми». В древности на берегу бухты у устья реки Литовки располагалось поселение.